# Communauté de communes Figeac-Communauté
Figeac-Communauté est une ancienne communauté de communes française, située dans les départements du Lot et de l'Aveyron, dans la région Midi-Pyrénées.

## Histoire
Créée en 1997 sous le nom de communauté de communes de Figeac-Cajarc, Figeac-Communauté prend son nom actuel en avril 2009.
Le 1er janvier 2014, la communauté de communes fusionne avec la Communauté de communes du Grand Figeac, la Communauté de communes de la Vallée et du Causse et la Communauté de communes Causse Ségala-Limargue et voit arriver trois communes issues de la dissolution de la communauté de communes Lot-Célé (Calvignac, Larnagol, Sauliac-sur-Célé), en créant la Communauté de communes du Grand Figeac, signant donc la disparition de la communauté de communes Figeac-Communauté.

## Composition
Cet EPCI regroupait 41 communes :
| Nom                    | Code Insee | Gentilé            | Superficie (km2) | Population (dernière pop. légale) | Densité (hab./km2) |
| ---------------------- | ---------- | ------------------ | ---------------- | --------------------------------- | ------------------ |
| Figeac (siège)         | 46102      | Figeacois          | 35,16            | 9 820 (2014)                      | 279                |
| Asprières              | 12012      | Aspriérois         | 17,09            | 719 (2014)                        | 42                 |
| Capdenac-Gare          | 12052      | Capdenacois        | 20,21            | 4 558 (2014)                      | 226                |
| Causse-et-Diège        | 12257      | Caussediégeois     | 29,85            | 719 (2014)                        | 24                 |
| Salvagnac-Cajarc       | 12256      | Salvagnacois       | 23,19            | 374 (2014)                        | 16                 |
| Sonnac                 | 12272      | Sonnacais          | 11,98            | 499 (2014)                        | 42                 |
| Bagnac-sur-Célé        | 46015      | Bagnacois          | 22,29            | 1 531 (2014)                      | 69                 |
| Béduer                 | 46021      | Béduériens         | 24,78            | 753 (2014)                        | 30                 |
| Cadrieu                | 46041      | Cadriais           | 5,24             | 173 (2014)                        | 33                 |
| Cajarc                 | 46045      | Cajarcois          | 25,10            | 1 133 (2014)                      | 45                 |
| Cambes                 | 46051      | Cambois            | 6,57             | 338 (2014)                        | 51                 |
| Camboulit              | 46052      | Camboulicois       | 5,19             | 264 (2014)                        | 51                 |
| Camburat               | 46053      | Camburatois        | 8,03             | 405 (2014)                        | 50                 |
| Capdenac               | 46055      | Capdenacois        | 10,90            | 1 093 (2014)                      | 100                |
| Carayac                | 46056      | Carayacois         | 6,87             | 86 (2014)                         | 13                 |
| Cuzac                  | 46085      | Cuzacois           | 5,02             | 246 (2014)                        | 49                 |
| Faycelles              | 46100      | Faycellois         | 14,08            | 644 (2014)                        | 46                 |
| Felzins                | 46101      | Felzinois          | 15,00            | 420 (2014)                        | 28                 |
| Fons                   | 46108      | Fonsois            | 14,95            | 398 (2014)                        | 27                 |
| Fourmagnac             | 46111      | Fourmagnacois      | 3,78             | 154 (2014)                        | 41                 |
| Frontenac              | 46116      | Frontenacois       | 2,84             | 68 (2014)                         | 24                 |
| Gréalou                | 46129      | Gréalois           | 17,50            | 268 (2014)                        | 15                 |
| Larroque-Toirac        | 46157      | Rocatoiracois      | 6,56             | 137 (2014)                        | 21                 |
| Lentillac-Saint-Blaise | 46168      | Lentillacois       | 5,75             | 143 (2014)                        | 25                 |
| Linac                  | 46174      | Linacois           | 12,30            | 222 (2014)                        | 18                 |
| Lissac-et-Mouret       | 46175      | Lissacois          | 15,55            | 925 (2014)                        | 59                 |
| Lunan                  | 46180      | Lunanais           | 6,15             | 561 (2014)                        | 91                 |
| Marcilhac-sur-Célé     | 46183      | Marcilhacois       | 27,35            | 194 (2014)                        | 7,1                |
| Montbrun               | 46198      | Montbrunels        | 8,34             | 98 (2014)                         | 12                 |
| Montredon              | 46207      | Montredonois       | 11,78            | 285 (2014)                        | 24                 |
| Planioles              | 46221      | Planiolois         | 5,85             | 488 (2014)                        | 83                 |
| Prendeignes            | 46226      | Prendeignois       | 15,76            | 225 (2014)                        | 14                 |
| Puyjourdes             | 46230      | Puyjordanois       | 7,83             | 87 (2014)                         | 11                 |
| Saint-Chels            | 46254      | Saint-Chélois      | 17,86            | 142 (2014)                        | 8                  |
| Saint-Félix            | 46266      | Saint-Félixois     | 7,73             | 505 (2014)                        | 65                 |
| Saint-Jean-de-Laur     | 46270      | Jeanlaurois        | 21,57            | 228 (2014)                        | 11                 |
| Saint-Jean-Mirabel     | 46272      | Mirabeliens        | 9,20             | 221 (2014)                        | 24                 |
| Saint-Perdoux          | 46288      | Saint-Perdoussiens | 12,53            | 193 (2014)                        | 15                 |
| Saint-Pierre-Toirac    | 46289      | Saint-Pierrans     | 5,83             | 143 (2014)                        | 25                 |
| Saint-Sulpice          | 46294      | Saint-Sulpiciens   | 13,19            | 151 (2014)                        | 11                 |
| Viazac                 | 46332      | Viazacois          | 17,74            | 319 (2014)                        | 18                 |

## Administration

### Conseil communautaire
Le conseil communautaire était composé de 85 délégués issus de chacune des communes membres. Le nombre de représentants de chaque commune dépendait de sa population municipale, à raison d'un délégué par commune auquel s'ajoute, pour les communes de plus de 500 habitants, un délégué par tranche de mille habitants, arrondi à l'entier supérieur.
Ils étaient ainsi répartis comme suit :
| Nombre de délégués | Communes |
| ------------------ | --- |
| 29                 | Figeac |
| 6                  | Capdenac-Gare |
| 3                  | Bagnac-sur-Célé, Cajarc, Capdenac |
| 2                  | Asprières, Béduer, Causse-et-Diège, Faycelles, Lissac-et-Mouret |
| 1                  | Cadrieu, Cambes, Camboulit, Camburat, Carayac, Cuzac, Felzins, Fons, Fourmagnac, Frontenac, Gréalou, Larroque-Toirac, Lentillac-Saint-Blaise, Linac, Lunan, Marcilhac-sur-Célé, Montbrun, Montredon, Planioles, Prendeignes, Puyjourdes, Saint-Chels, Saint-Félix, Saint-Jean-de-Laur, Saint-Jean-Mirabel, Saint-Perdoux, Saint-Pierre-Toirac, Saint-Sulpice, Salvagnac-Cajarc, Sonnac, Viazac |

### Présidence
La communauté de communes est présidée par Martin Malvy.
| Période                                  | Période | Identité     | Étiquette | Qualité |
| ---------------------------------------- | ------- | ------------ | --------- | ------- |
|                                          | 2013    | Martin Malvy | PS        |         |
| Les données manquantes sont à compléter. |         |              |           |         |

### Budget 2013
- Fonctionnement : 18 215 367 €
- Investissement : 6 441 631 €